# Ramón Celma
Ramón Celma Grau (Morella, Castellón, España, 28 de enero de 1924) es un exfutbolista español que se desempeñaba como centrocampista.

## Clubes
| Club                         | País   | Año       |
| ---------------------------- | ------ | --------- |
| R. C. D. Español             | España | 1944-1953 |
| R. C. Deportivo de La Coruña | España | 1954-1955 |